# Карневал у Вевчанима
Карневал у Вевчанима је традиционалан македонски карневал који се одржава сваке године 13. и 14. јануара у македонском селу Вевчани.

## Карневал у Вевчанима
Одржава се, према предању, око 1.400 година и то 13. и 14. јануара у част Светог Василија Великог, заштитника села. Вевчанске маске се као и оне у Риу израђују у тајности, али за разлику од бразилских колега, карневалџије своје маске спаљују после завршетка прославе. Жене не учествују у паради.